# Ali Bahar
Ali Khamis Ibrahim Bahar (arab. علي خميس إبراهيم بحر, ur. 1960, zm. 3 lipca 2011) – bahrajński piosenkarz, gitarzysta i organista znany z utworzenia zespołu Al Ekhwa (arab. Bracia). Otrzymał przydomek „Bob Marley Zatoki Perskiej”. Określany jako „najbardziej popularny muzyk w historii Bahrajnu”. Śpiewał i występował na krajowych koncertach i licznych międzynarodowych festiwalach muzycznych.

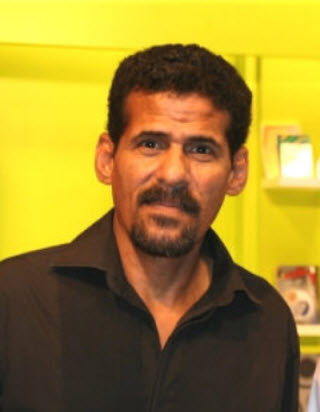

## Życiorys
Już w swoim rodzinnym mieście, Muharraku, Ali cieszył się popularnością. Zaczął bowiem tworzyć muzykę w wieku lat 12. W późniejszym okresie życia Ali przeprowadził się do Szardży (Zjednoczone Emiraty Arabskie), gdzie grono jego przyjaciół i fanów poszerzyło się.
Jego zespół, Al Ekhwa, utworzony w 1986 roku pomógł Alemu dojść do sławy. Był jego gitarzystą, wokalistą i organistą.

## Śmierć
Alego przyjęto do Centrum Medycznego w Salmaniya 30 czerwca 2011 ze względu na problemy z oddychaniem. 3 lipca 2011 o 11 rano zmarł z powodu niewydolności nerek spowodowanej zapaleniem płuc.